# 157º Reggimento fanteria "Liguria"
157º Reggimento fanteria è stato un reggimento del Regio Esercito e poi dell'Esercito Italiano, che ha preso parte alla prima e alla seconda guerra mondiale.

## Storia

### Nella prima guerra mondiale
Il 1º marzo 1915 viene fondata la "Brigata Liguria" del Regio Esercito Italiano, costituita dal 157º e 158º Reggimento. La Brigata partecipò alle operazioni al fronte della prima guerra mondiale sull'Altopiano di Asiago e sul Pasubio a cui venne aggiunto temporaneamente il 165º Battaglione dopo la Disfatta di Caporetto.
La "Brigata Liguria" si guadagnò una medaglie d'oro al valor militare ed una d'argento. I soldati del reggimento per il coraggio dimostrato vennero chiamati "Leoni di Liguria".

### Periodo tra le due guerre
Con l'applicazione della legge 11 marzo 1926 sull'ordinamento del Regio Esercito, assunse la denominazione di 157º Reggimento fanteria "Liguria" ed a seguito della formazione delle Brigate su tre reggimenti viene assegnato insieme al 93° e al 94º Reggimento fanteria "Messina" alla XVIII Brigata di fanteria.
Nel 1937 entra a far parte della Divisione fanteria "Cirene" (63ª)., dislocata in Cirenaica, nella quale erano inquadrati anche il 225º Reggimento fanteria, trasformato poi in 158º Reggimento fanteria, ed il 45º Reggimento artiglieria per divisioni di fanteria.

### Nella seconda guerra mondiale
Nel corso della seconda guerra mondiale prese paete alle prime fasi della campagna del Nordafrica prendendo parte alla battaglia di Sidi el Barrani. Con lo scatenarsi dell'offensiva britannica il reggimento venne accerchiato e distrutto nella difesa di Bardia del 3-5 gennaio 1941 e il 5 gennaio 1941 venne sciolto in zona di guerra a Bardia.
Durante la seconda guerra mondiale alcuni membri aderirono alla Repubblica Sociale Italiana mentre Luigi Giorgi, capitano nel Gruppo di combattimento "Cremona", ottenne due medaglie d'oro al valor militare durante la Guerra di liberazione italiana.

### Dal 1947 allo scioglimento
Nel secondo dopoguerra il 157° venne ricostituito al comando del colonnello Remigio Vigliero con sede nella caserma Vittorio Veneto di Genova Sturla, nel 1947 e inquadrato nella Divisione fanteria "Cremona".
Con la ristrutturazione dell'Esercito Italiano del 1975, che eliminava il livello reggimentale prevedendo al suo posto la costituzione di battaglioni autonomi, il reggimento venne ridotto a livello di battaglione con la denominazione di 157º Battaglione motorizzato "Liguria" e inquadrato nella brigata motorizzata "Cremona" ridotta da divisione a livello di brigata e nel 1991 e successivamente la denominazione di 157º Battaglione meccanizzato "Liguria" quando la brigata di appartenenza trasformata in meccanizzata.
Con il ripristino del livello reggimentale nell'Esercito Italiano tornò ad assumere il livello di Reggimento con la denominazione di 157º Reggimento fanteria "Liguria". Soppresso il 13 ottobre 1995, il reggimento fu ricostituito nel 1999 in Albenga (Sv) subentrando al posto del 72º Reggimento fanteria "Puglie" per una riorganizzazione delle forze armate in istanza alla Caserma del S.Ten. Aldo Turinetto. Sciolto poi nel giugno 2004, la sua bandiera di guerra fu consegnata al 78º Reggimento fanteria "Lupi di Toscana" e custodita fino allo scioglimento anche di codesto Reggimento nel 2008; le due bandiere furono portate a Roma e custodite al Sacrario delle bandiere.

## Motto
Il motto del Reggimento era: "In ogni rischio e con ogni arme bravi"

## Campagne di guerra
- 1915-18 Prima guerra mondiale
- 1940-43 Seconda guerra mondiale

## Sedi del comando
- Zara
- Senigallia
- Macerata
- Cirenaica

Fregio dell'Arma di Fanteria dell'Esercito Italiano (usato per la Fanteria di Linea)

- Caserma Vittorio Veneto - Genova Sturla
- Caserma Capitano Luigi Giorgi  M.O.V.M. - Novi Ligure
- Caserma Sottotenente Aldo Turinetto  M.O.V.M.- Albenga

## Caratteristiche dell'uniforme
Le uniformi sono quelle standard in uso presso l'Esercito Italiano, ma per antica tradizione il reggimento porta la cravatta di colore rosso anziché quella standard di colore kaki.